# Chorebus lychnidis
Chorebus lychnidis är en stekelart som beskrevs av Griffiths 1967. Chorebus lychnidis ingår i släktet Chorebus och familjen bracksteklar. Inga underarter finns listade i Catalogue of Life.